# 5
5 — невисокосний рік, що почався в суботу за григоріанським календарем.

## Події
- Луцій Валерій Мессала Волез і Гней Корнелій Цінна Магн обрані консулами Римської імперії, Гай Вібій Постум і Гай Атей Капітон — консулами-суфектами.
- В Римі побудовані Тибуртинські ворота.

## Народились
- Лю Інь — 15-й імператор династії Хань, останній імператор періоду Західна Хань.
- Скрибонія Магна — давньоримська матрона, прапраонука Гнея Помпея Великого, донька, дружина і мати римських консулів.